# Vaejovis maculosus
Espèce
Vaejovis maculosus est une espèce de scorpions de la famille des Vaejovidae.

## Distribution
Cette espèce est endémique du Mexique. Elle se rencontre au Puebla et au Veracruz.

## Description
Vaejovis maculosus mesure de 15 à 23 mm.

## Publication originale
- Sissom, 1989 : « Systematic studies on Vaejovis granulatus Pocock and Vaejovis pusillus Pocock, with descriptions of six new related species (Scorpiones, Vaejovidae). » Revue Arachnologique, vol. 8, no 9, p. 131-157.